# フルトン郡 (ジョージア州)
フルトン郡（英: Fulton County）は、アメリカ合衆国ジョージア州の北西部に位置する郡である。2020年国勢調査での人口は1,066,710人であり、2010年の920,581人から15.9%増加した。郡庁所在地は1868年から州都でもあるアトランタ市（人口498,715人）であり、同郡で人口最大の都市でもある。アトランタ市域の90%が郡内にあり、残り10%は東隣のディカーブ郡に入っている。
フルトン郡はアトランタ都市圏（正確にはアトランタ・サンディスプリングス・アルファレッタ大都市統計地域）に属しており、その中核となる5郡の１つである。

## 歴史
フルトン郡は1853年にディカーブ郡の西半分から創設された。
南北戦争のアトランタ方面作戦のとき、ウィリアム・シャーマン将軍の海への進軍が行われたが、シャーマンの従弟が住んでいたロスウェルだけは破壊を免れた。その結果、ロスウェル市にはジョージア州のどこよりも南北戦争前の建物が残っている。
郡名は、1807年に最初の蒸気船を建造した発明家ロバート・フルトンに帰せられることが多い。この仮定は、その蒸気機関がアトランタを建設した蒸気機関車の先例であるからという可能性がある。ある研究に拠れば、ウェスタン・アンド・アトランティック鉄道の測量士ハミルトン・フルトンに因むという説を出している。それでも、郡はロバート・フルトンに因むという説を主張している。
世界恐慌にあった1932年の初め、フルトン郡の北にあったミルトン郡と南西にあったキャンベル郡を、費用節減の策としてフルトン郡に吸収することを決めた。このことで、郡の形はチャタフーチー川に添った80マイル (130 km) という細長いものになった。同年5月9日、隣接するコブ郡からロスウェル市とウィレオ・クリークより東の地域が譲渡された。これはコブ郡がミルトン郡から譲渡された地域とより一体の形になるためだった。

## 郡政府
フルトン郡は7人の委員で構成される郡政委員会が統治しており、委員の任期は4年間である。最近の選挙は2010年11月に行われた。この委員会が指名する郡管理官が日々の運営の管理を行う体制を採っている。委員会議長は郡全体を選挙区に選ばれている。副議長は毎年委員の互選で選ばれている。

### 施策
郡民に対するサービスの予算は12億米ドルである。アトランタ・フルトン公共図書館システムには34の支所があり、州内でも最大の体系である。ヒューマン・サービスではアトランタ大都市圏に最強クラスの高齢者センター・ネットワークがあり、多目的高齢者施設4か所などが含まれている。また非営利のフレッシュとヒューマン・サービスには資金供与予算も組み込まれている。

## 政治
| 年     | 民主党         | 共和党         | その他       |
| ------ | -------------- | -------------- | ------------ |
| 2012年 | 64.31% 255,470 | 34.52% 137,124 | 1.17% 4,661  |
| 2008年 | 67.06% 272,000 | 32.08% 130,136 | 0.86% 3,489  |
| 2004年 | 59.28% 199,436 | 39.94% 134,372 | 0.77% 2,599  |
| 2000年 | 59.76% 152,039 | 39.84% 104,870 | 2.39% 6,303  |
| 1996年 | 58.9% 143,306  | 39.6% 89,809   | 4.2% 10,053  |
| 1992年 | 57.3% 147,459  | 33.2% 85,451   | 9.6% 24,499  |
| 1988年 | 56.2% 120,752  | 42.8% 91,785   | 1.0% 2,152   |
| 1984年 | 56.9% 125,567  | 43.1% 95,149   | 0.0% 0       |
| 1980年 | 61.6% 118,748  | 33.7% 64,909   | 4.7% 9,066   |
| 1976年 | 67.8% 129,849  | 32.2% 61,552   | 0.0% 0       |
| 1972年 | 43.6% 74,329   | 56.4% 96,256   | 0.0% 0       |
| 1968年 | 43.5% 77,847   | 35.8% 64,153   | 20.7% 37,068 |
| 1964年 | 56.1% 93,540   | 43.9% 73,205   | 0.0% 11      |
| 1960年 | 50.8% 55,803   | 49.2% 53,940   | 0.0% 0       |

アトランタ市がフルトン郡最大の都市であり、郡の中央を細長く占めているので、地理的に郡を南北に分けている。最後に他の町を併合したのは1952年のことであり、裕福な郊外部のバックヘッドなど面積が118平方マイル (310 km2) 増加し、ある意味で市内白人有権者の多数を維持する効果があった。
1970年代にサンディスプリングス市を創設する運動は2005年に結実しており、これはこれ以上アトランタ市に併合されるのを防ぎ、郡政委員会からの地方支配を取り戻すことだった。

### 税
郡の北部と南部は互いに離れており、税の徴収やサービスの配分にしても互いに異なる様相を示してきた。北部の裕福な地域住人は、郡政委員会が彼らのニーズを無視し、北部で集めた税金を南部で使っていると苦情を言うようになった。2005年、ジョージア州議会は、数ある州内の郡の中でただ1つフルトン郡に、地理的な地域で集めた税金をその地域で使うように指示した。フルトン郡はこの「シェイファー修正条項」（ダルース出身のジョージア州選出アメリカ合衆国上院議員デイビッド・シェイファー（共和党）に因む）と呼ばれる法に異議申し立てを行い、その訴訟はジョージア州最高裁判所まで持ち込まれた。2006年6月19日、裁判所はシェイファー修正条項の合法性を支持する判決を出した。
サンディスプリングス市を設立したことで、郡北部にさらに2つの完全な自治体を生むことになった。このドミノ効果で郡南部の住人は別の都市を生むための住民投票に動いた。2回行われた住民投票の1つが成立したが、もう1つは否決された。
郡内の消費税は7%であり、この中には州の分4%、特殊目的加算1%、家産差し押さえ免除分1%、アトランタ・マルタ建設分1%が含まれている。消費税は全郡と都市に適用されるが、アトランタ市の水道、下水道の改善（上下水道と雨水放流管を別に敷設するもの）資金に振り向けられる特殊目的税は例外である。フルトン郡は8年間で一般予算課税率を26%下げてきた。優れた信用格付けを持つ国内でも最も財政的に保守的な郡である。

### 自治体化の推進
1970年代以降、サンディスプリングス市住人は独自の法人化を行うために長い間戦ってきた。その動きは何度もアトランタの民主党に阻止されたが、2002年と2004年の選挙で州政府の支配力が郊外型共和党に移ったことにより、市創設の運動がその機を掴んだ。
州議会は2005年に市の創設を認め、現存する市から3マイル (4.8 km) 以内に都市を設立することを禁じていた既存州法を停止した。都市が州内で認められる自治体の唯一の形態である。サンディスプリングス市住人は2005年6月21日に行われた住民投票で、94%が賛成して市憲章を批准した。新市は同年12月1日深夜に公式に法人化された。
サンディスプリングス市の創設により、全郡の自治体化に拍車が掛けられ、全地域を市に法人化する試みとなった。このことは実質的に未編入領域で自治体としてふるまう郡の自治権を排除することになり（州全体では1960年代のジョージア州憲法修正で認められた）、全体が州政府の直轄となる状態に戻すことだった。
2006年、州議会は新市、ミルトンとジョンズクリークの創設を承認し、郡北部は完全に自治体化された。2つの新市の憲章は、2006年7月18日の住民投票で圧倒的多数で批准された。
郡南西部のチャタフーチーヒルズ（カスケード・パルメット・ハイウェイの西側）の有権者は2007年6月に法人化を圧倒的多数で承認した。この市は2007年12月1日に法人化された。
州議会はサウスフルトンと呼ばれる新市を作る提案も承認した。その市域は2007年7月1日時点で未編入領域を含んでいた。この市ができると、既存の多くの市に拡張余地が無くなることから併合を提案したので、幾つかのコミュニティは法人化案を取り下げた。
提案されていたサウスフルトン領域の有権者は2007年9月の住民投票で、圧倒的にその案を否決したが、再度の住民投票で市設立が可決され、2017年に新市が設立された。このため、現在同郡では市制化されていないのはサウスフルトンインダストリアル地区だけである。このため、フルトン郡は大半の自治体サービスの提供を停止した。

### 分離
郡北部郊外地域の住人はフルトン郡から分離してミルトン郡を再結成することを提案していた。ミルトン郡は世界恐慌の1932年にフルトン郡に吸収されていた。フルトン郡は州内他郡と比較して物理的に広い。その人口はアメリカ50州の人口が少ない方から6州よりも多い。
フルトン郡の人口構成は近年かなり変化してきた。郡北部は郊外地域であり、共和党支持である。また国内でも最上級に裕福な地域である。一方アトランタ市を含む郡中部と衛星都市のある南部は、圧倒的に民主党支持であり、この大都市圏では貧しい地域を含んでいる。しかし、郡南西部の州間高速道路285号線の外側、カスケード道路沿いのカスケードハイツやサンドタウンなどは、裕福なアフリカ系アメリカ人が多いという例外もある。
郡北部は長年政治的に少数派であり、また無視されているという意識が続いてきたので、ミルトン郡創設の提案に繋がった。この分離に対する反対意見は南部から出ており、分離提案は人種的な考え方から来ていると言っている。アトランタ民主党員でジョージア州議会ブラック・コーカスのメンバーである上院議員ビンセント・フォートは、郡を分ける提案に強く反対している。「それが実現すれば壁に血が飛ぶ。」と語り、「それが人種的ではないと考えたい限り、他の結論は引き出せない」と付け加えた。
2006年、州上院議員サム・ザマリッパ（アトランタ民主党員）が、アトランタ市とフルトン郡は統合して新しく「アトランタ郡」を構成することと引き換えに、郡北部の都市にミルトン郡を結成することを認めると発言し、政治的な抗議の声が上がった。郡南部の住人はフルトン郡の分割に強く反対している。
ただし、州憲法において郡の数を現状より増やすことはできないとされていることから、他の郡に帰属するか、他郡が消滅しない限り不可能である。

## 地理
アメリカ合衆国国勢調査局に拠れば、郡域全面積は534.61平方マイル (1,384.6 km2)であり、このうち陸地528.66平方マイル (1,369.2 km2)、水域は5.95平方マイル (15.4 km2)で水域率は1.11%である。郡の形状は北東部を柄、南西部を刃にした刀の形に似ている。

### 交通
アトランタ大都市圏を通る主要高規格道路および州間高速道路がすべて郡内を貫通している。アトランタ市域以外ではジョージア州道400号線が郡北部の幹線、州間高速道路85号線が郡南西部の幹線である。

#### 主要高規格道路

##### 州間高速道路
- 州間高速道路20号線
- 州間高速道路75号線
- 州間高速道路85号線
- 州間高速道路285号線

##### アメリカ国道
- アメリカ国道19号線
- アメリカ国道23号線
- アメリカ国道29号線
- アメリカ国道29号線代替路（アトランタ市南西）
- アメリカ国道41号線
- アメリカ国道78号線
- アメリカ国道278号線

##### ジョージア州道
- ジョージア州道3号線
- ジョージア州道3号線接続路
- ジョージア州道6号線
- ジョージア州道8号線
- ジョージア州道9号線
- ジョージア州道10号線
- ジョージア州道13号線
- ジョージア州道14号線
- ジョージア州道14号線代替路
- ジョージア州道42号線
- ジョージア州道42号線支線
- ジョージア州道54号線
- ジョージア州道54号線接続路
- ジョージア州道70号線
- ジョージア州道74号線
- ジョージア州道92号線
- ジョージア州道120号線
- ジョージア州道138号線
- ジョージア州道139号線
- ジョージア州道140号線
- ジョージア州道141号線
- ジョージア州道154号線
- ジョージア州道154号線接続路
- ジョージア州道166号線
- ジョージア州道236号線
- ジョージア州道237号線
- ジョージア州道279号線
- ジョージア州道280号線
- ジョージア州道375号線
- ジョージア州道400号線
- ジョージア州道401号線
- ジョージア州道402号線
- ジョージア州道403号線
- ジョージア州道407号線
- ジョージア州道266号線

#### 鉄道
アトランタ・マルタが郡大半とディカーブ郡で運行されている。フルトン郡はその資金のために消費税1%を加算している。マルタの高速鉄道はアトランタ、サンディスプリングス、イーストポイント、カレッジパークの各市と空港に限られている。バス便は残り大半をカバーしているが、南西端の田園部が例外である。郡北部住人は、北線のペリミーターセンターから北端のアルファレッタまで、ジョージア州道400号線に沿って10マイル (16 km) の延伸を要求している。しかし、国内では州政府が資金手当てしない唯一の郡交通システムであるので、延伸する資金が不足している。現行消費税は既存部分の運行、保守、改良に使われている。

#### 空港
ハーツフィールド・ジャクソン・アトランタ国際空港は南のクレイトン郡にも跨っており、世界でも最大級に利用の多い空港である。飛行士チャールズ・ブラウンに因んでチャーリー・ブラウン空港とも呼ばれるフルトン郡空港がアトランタ市西南西にある。市民空港として郡が運営し、ビジネスジェットや民間航空機が利用する一般用途空港である。

### 隣接する郡
フルトン郡は10の郡と接しており、これは国内でも稀な例である。下のリストは時計回りに並べてある。
- チェロキー郡 - 北西
- フォーサイス郡 - 北東
- グイネット郡 - 東
- ディカーブ郡 - 東（モアランド・アベニュー）
- クレイトン郡 - 南
- ファイエット郡 - 南
- コウェタ郡 - 南西
- キャロル郡 - 西
- ダグラス郡 - 西（チャタフーチー川）
- コブ郡 - 西（ウィレオ・クリークとチャタフーチー川）

### 国立保護地域
- チャタフーチー川国立レクリエーション地域(部分）
- マーティン・ルーサー・キング・ジュニア国立歴史史跡

## 人口動態
| 統計年 | 人口        |
| ------ | ----------- |
| 1860年 | 14,427人    |
| 1870年 | 33,446人    |
| 1880年 | 49,137人    |
| 1890年 | 84,655人    |
| 1900年 | 117,363人   |
| 1910年 | 177,733人   |
| 1920年 | 232,606人   |
| 1930年 | 318,587人   |
| 1940年 | 392,886人   |
| 1950年 | 473,572人   |
| 1960年 | 556,326人   |
| 1970年 | 607,592人   |
| 1980年 | 589,904人   |
| 1990年 | 648,951人   |
| 2000年 | 816,006人   |
| 2010年 | 920,581人   |
| 2020年 | 1,066,710人 |

以下は2010年国勢調査による人口統計データである。
| 基礎データ - 人口: 920,581人 - 世帯数: 321,242 世帯 - 人口密度: 596人/km2（1,544人/mi2） - 住居数: 348,632軒 - 住居密度: 255軒/km2（660軒/mi2） 人種別人口構成 - 白人: 48.1% - アフリカン・アメリカン: 44.6% - ネイティブ・アメリカン: 0.2% - アジア人: 3.0% - 太平洋諸島系: 0.1%未満 - その他の人種: 2.6% - 混血: 1.5% - ヒスパニック・ラテン系: 5.9% 先祖による構成 - イギリス系：8.7% - ドイツ系：7.5% 年齢別人口構成 - 18歳未満: 24.4% - 18-24歳: 11.0% - 25-44歳: 35.5% - 45-64歳: 20.7% - 65歳以上: 8.5% - 年齢の中央値: 33歳 - 性比（女性100人あたり男性の人口） - 総人口: 97.0 - 18歳以上: 95.0 | 世帯と家族（対世帯数） - 18歳未満の子供がいる: 28.7% - 結婚・同居している夫婦: 37.3% - 未婚・離婚・死別女性が世帯主: 16.5% - 非家族世帯: 42.4% - 単身世帯: 32.2% - 65歳以上の老人1人暮らし: 6.7% - 平均構成人数 - 世帯: 2.44人 - 家族: 3.15人 収入と家計 - 収入の中央値 - 世帯: 49,321米ドル - 家族: 58,143米ドル - 性別 - 男性: 43,495米ドル - 女性: 32,122米ドル - 人口1人あたり収入: 30,003米ドル - 貧困線以下 - 対人口: 15.7% - 対家族数: 12.4% - 18歳未満: 22.6% - 65歳以上: 15.2% |

## 都市

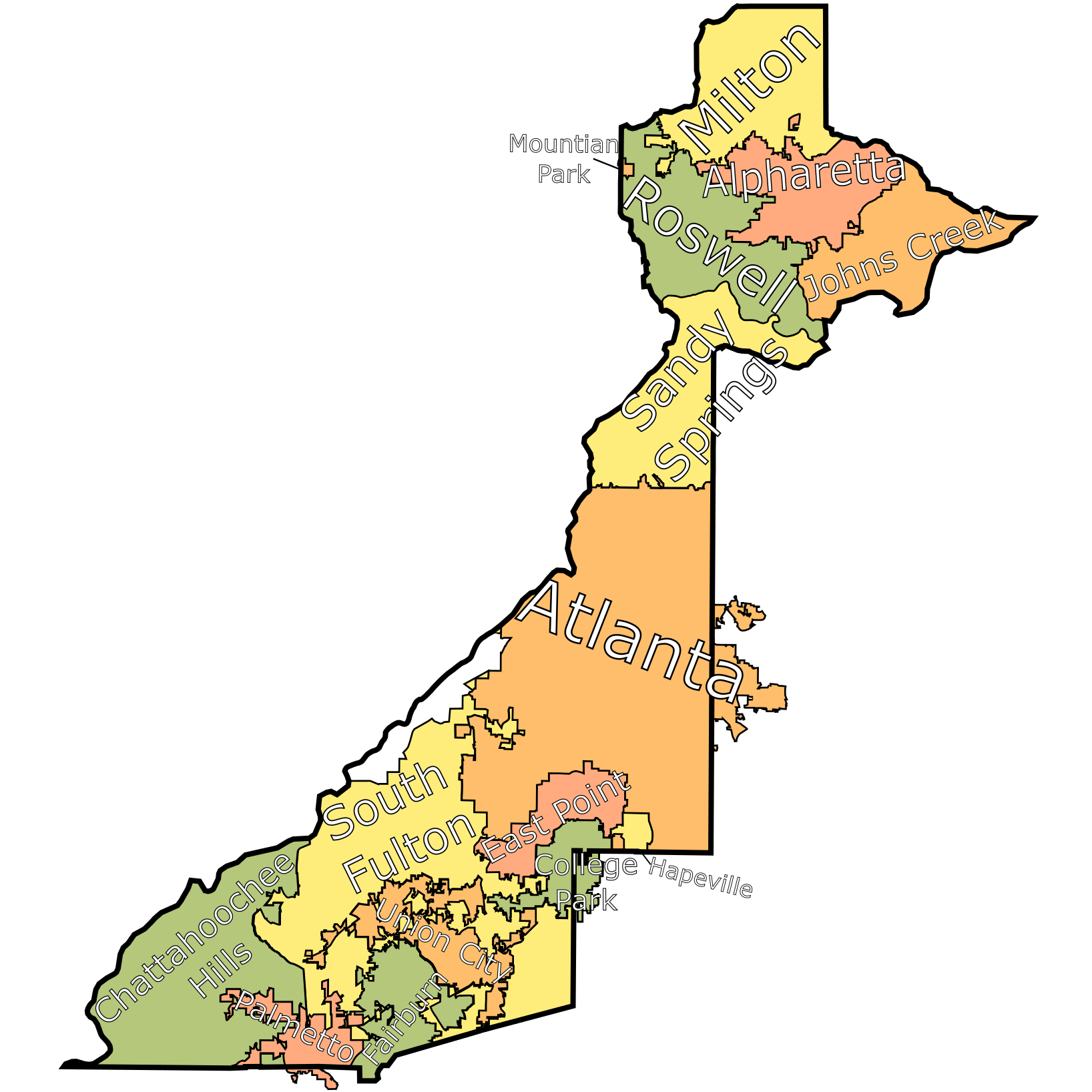
フルトン郡内の都市の位置と市域を示す地図

- アトランタ（郡庁所在地）
- サンディスプリングス
- サウスフルトン
- ロズウェル
- アルファレッタ
- ジョンズクリーク
- ミルトン
- イーストポイント
- ユニオンシティ
- カレッジパーク
- フェアバーン
- ヘイプビル
- チャタフーチーヒルズ
- マウンテンパーク
- パルメット

## 経済
AFCエンタープライズ（ポパイズ・チキン/シナボン）、AT&Tモビリティ、チックフィレイ、アトランタ子供医療、チャーチズチキン、コカ・コーラ、コックス・エンタープライズ、デルタ航空、アースリンク、エクイファックス、ファーストデータ、ジョージア・パシフィック、グローバル・ペイメント、ザ・ホーム・デポ、インターコンチネンタルホテルズグループ、IBMインターネット・セキュリティー・システムズ、メロー・マッシュルーム、ミラント、ニューウェル・ラバーメイド、ノースサイド病院、ポルシェ・カーズ北アメリカ、セントジョセフ病院、サザン・カンパニー、スペクトラム・ブランド、サントラスト銀行、ユナイテッド・パーセル・サービス、ウェンディーズ/アービーズ・グループが、郡内の都市を本拠にしている。
マギームーズとマーブル・スラブ・クリーマリーは郡内未編入領域に本社をおいていたが、現在は隣のグイネット郡ノークロスに移った。

## 教育
アトランタ市以外の郡全域の公共教育はフルトン郡学校システムが管轄している。アトランタ市内はアトランタ公共教育学区が管轄している。